# Albin Glaser
Albín Glaser, auch Alvin Glazer (hebräisch אַלְבִּין גְּלָזֶר; geboren am 17. Februar 1919 in Kroměříž, Tschechoslowakei; gestorben am 3. August 1993 in Tel Aviv, Israel) war ein tschechoslowakischer Gefangener im Ghetto Theresienstadt, Überlebender der Shoa und israelischer Architekt.

## Jugend
Albín Glaser wuchs mit zwei Brüdern und einer Schwester in einer säkularen jüdischen Familie auf. Der Vater war ein Ladenbesitzer. Die Mutter und einer der Brüder waren Zionisten. Albín wurde als Jugendlicher Mitglied der Jugendorganisation der Makabi in der Tschechoslowakei und später Mitglied ihrer Leitung. Der tschechoslowakiche Makabi arbeitete mit dem tschechischen CVJM zusammen und Glaser hatte viele nichtjüdische Freunde. Nach dem Abschluss seiner Schulausbildung an einer höheren Schule nahm er ein Studium an der Kunstgewerbeschule in Prag auf. 1938 begann er das Studium der Architektur. Nach der Zerschlagung der Tschechoslowakei wurde er 1939 als Jude von der Hochschule verwiesen.

## Ghetto Theresienstadt
Nach seinem erzwungenen Abbruch des Studiums wurde Glaser gebeten, in der 1933 gegründeten Kinder- und Jugend-Alija mitzuarbeiten. Er geriet in engen Kontakt mit deren Führungspersönlichkeiten der Juden in der Tschechoslowakei, darunter Otto Zucker und Jakob Edelstein. Zucker bat ihn, mit einem der ersten Transporte nach Theresienstadt zu fahren und sich dort an der Organisation des Ghettos zu beteiligen.
Mit dem ersten Transport am 24. November 1941 wurde Glaser in das Ghetto Theresienstadt gebracht. Dort arbeitete er im Zeichensaal des Technischen Büros, zunächst an detaillierten Bauplänen für die zu errichtenden Baracken. Im Zeichensaal wurden neben Bauplänen und technischen Unterlagen auch Diagramme und Grafiken für Berichte der jüdischen Selbstverwaltung und der SS-Kommandantur angefertigt. Diese Aufgaben ließen Glaser und seinen 15 bis 20 Kollegen Raum für eigenes künstlerisches Arbeiten. Er blieb bis zur Befreiung durch die Rote Armee am 8. Mai 1945 Gefangener in Theresienstadt.

## Leben in Israel
Nach seiner Befreiung beendete Glaser sein Studium der Architektur und wanderte 1949 nach Israel aus. Dort lebte er in Tel Aviv und war mehrere Jahre lang bei dem Architekten Zeʾev Rechter tätig. Anschließend eröffnete er sein eigenes Architekturbüro. Seine Tätigkeitsschwerpunkte waren die Planung von Messen und Ausstellungen in Israel und im Ausland sowie der Entwurf von Häusern.

## Beit Theresienstadt

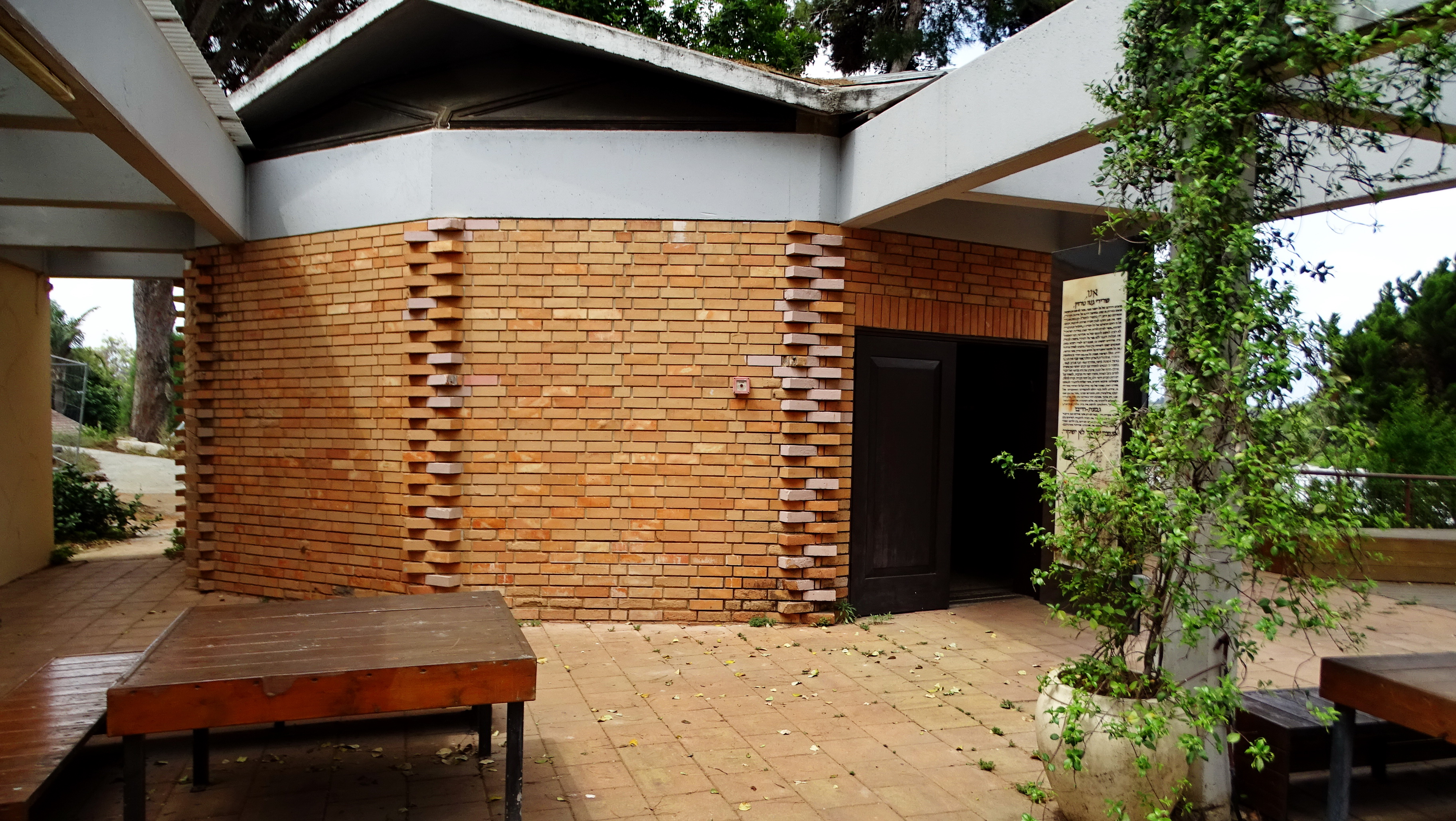
Außenansicht der Rotunde

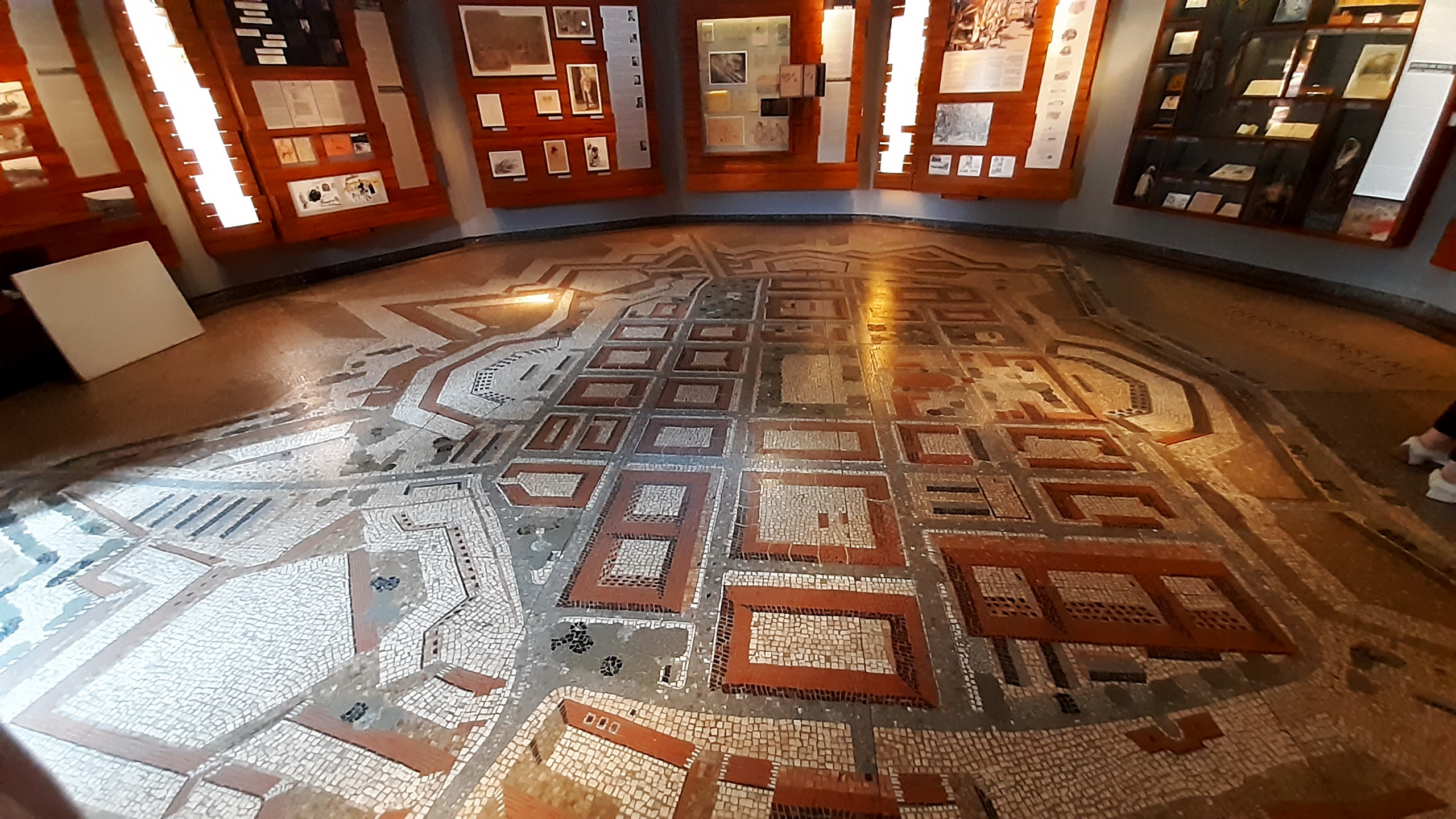
Bodenmosaik im Raum der Erinnerrung

Albín Glaser war ein Gründungsmitglied der 1966 gegründeten Vereinigung zur Erinnerung an die Märtyrer von Theresienstadt. Ihr vorrangiges Ziel war die Errichtung von Beit Terezin oder Beit Theresienstadt als Holocaust-Gedenkstätte und Bildungs- und Forschungseinrichtung im Kibbutz Givʿat Chaim (Ichud). Glaser wurde mit der Planung der Anlage betraut.
Glaser wollte die Anlagen insgesamt schlicht gestalten. Das zentrale Element sollte jedoch eine zwölfeckige aus rotbraunen Ziegelsteinen errichtete Rotunde als Raum der Erinnerung werden, die sich von den anderen Bauten deutlich abhebt. Sie erinnerte mit dem verwendeten Material und ihrem Grundriss an die Kleine Festung Theresienstadt, in der sich von 1940 bis 1945 das Gestapo-Gefängnis befunden hat.
Das Bodenmosaik des Raums der Erinnerung ist ebenfalls dem Grundriss der Kleinen Festung Theresienstadt mit den umgebenden Straßen und Baracken nachempfunden. Die Kosten für das Mosaik wurden mit zunächst 100.000 Lirot als zu hoch empfunden. Die Gelder seien besser für Investitionen in ein Bildungsprojekt und die Forschung zu verwenden. Letztlich wurde das Mosaik doch nach Glasers Entwurf im Kibbutz Givʿat haSchloscha bei Tel Aviv angefertigt. Die Grundsteinlegung von Beit Terezin erfolgte 1969, die Eröffnung 1975.

## Malerei
Seit seiner frühen Kindheit fertigte Glaser Zeichnungen, Aquarelle und Ölmalereien an. Die meisten seiner datierten Zeichnungen aus dem Ghetto Theresienstadt stammen aus den Jahren 1942 und 1943 und sind auf den Seiten eines kleinen Notizbuchs, gelegentlich auch auf losen Blättern, angefertigt worden. Sie dokumentieren Straßen und Bauten des Ghettos und Szenen des Ghettolebens. Ob Glaser bis zu seiner Befreiung 1945 gezeichnet und gemalt hat ist nicht überliefert.
Auch in Israel zeichnete und malte Glaser, wobei er nun eine größere Auswahl an Materialien nutzen konnte. Seine Themen waren vielfältig, Stadtansichten, Szenen der Landschaft und des Strands in der Umgebung von Tel Aviv, Blumen und andere Objekte und Motive von seinen Reisen in der ganzen Welt. Bis zu seinem Tod im August 1993 hat Glaser seine Bilder nicht ausgestellt. Die erste Ausstellung seiner Arbeiten wurde anlässlich des ersten Jahrestags seines Todes im Mai 1994 in Beit Terezin eröffnet.